# Kefalonija
Kefalonija (grško Κεφαλονιά), prej znana tudi kot Kefalinija ali Kefalenija (Κεφαλληνία), je največji otok med jonskimi otoki v zahodni Grčiji in 6. največji otok v Grčiji za Kreto, Evbojo, Lezbosom, Rodosom in Hiosom. Je tudi ločena regionalna enota regije Jonski otoki. Glavno mesto Kefalonije je Argostoli.

## Ime
Po grški mitologiji je otok dobil ime po Kefalu, ki je pomagal tebanskemu generalu Amfitrionu v vojni proti sovražniku Teb Tafijimu. Amfitrion je Kefalu za nagrado podaril otok Samos severozahodno od Peloponeza, ki se od takrat imenuje Kefalonija.

## Zgodovina
Otok je naseljen od 2 tisočletja pr. n. št. Arheološko najdišče Tolos iz mikenske dobe (1500–1100 pr. n. št.) je pri vasi Canata na jugovzhodu otoka odkril arheolog Lazaros Kolonas leta 1991. 
V 2. stoletju pr. n.  št. so Kefalonijo zasedli Rimljani. Po razpadu Rimskega cesarstva je pripadla Vzhodnemu rimskemu cesarstvu. V zgodnjem srednjem veku so na Kefaloniji vladali Normani s Sicilije, ki so ustanovili Palatinsko grofijo Kefalonija in Zakintos (1185–1479). Med letoma 1479 in 1500 je otoku samo eno leto vladalo Osmansko cesarstvo in nato do leta 1797 Beneška republika. 
V beneškem obdobju od 16. do 18. stoletja  sta bila Kefalonija in Zakintos znana po pridelavi ribeza in velikem trgovskem ladjevju. Zaradi stalnih napadov piratov je bila večina naselij v hriboviti notranjosti otoka.  
Leta 1797 je Kefalonija skupaj z Beneško republiko padla pod Napoleonovo oblast, ki je trajala samo do 1. marca 1799, ko je Jonske otoke zavzel ruski admiral Fjodor Fjodorovič Ušakov. Rusi su ustanovili svoj protektorat - Republiko sedmih otokov, v katero so bili vključeni vsi jonski otoki in je bila formalno pod oblastjo Osmanskega cesarstva. Republika je obstajala od leta 1800 do 1807. Zatem so na otoku do leta 1709 ponovno zavladali Francozi, dokler jih niso pregnali Britanci. Slednji so leta 1815  ustanovili  svojo marionetsko državo Združene države jonskih otokov, ki je obstajala do leta 1864. Takrat je zadnji britanski visoki komisar Henry Knight Storks predal upravo  predsedniku Jonskega parlamenta Dimitriosu Karusosu, ki je 28. maja 1864 proglasil združitev (enosis) Jonskih otokov s Kraljevino Grčijo. 

### Druga svetovna vojna
Med drugo svetovno vojno so Kefalonijo okupirali Italijani. Na otoku so nastanili 12.000 vojakov. Razen njih je bila na strateško pomembnem otoku tudi nemška garnizija 2.000 mož. Po kapitulaciji Italije septembra 1943 se je večina Italijanov želela vrniti domov. Nemci so pred odhodom od njih zahtevali popolno razorožitev, Italijani pa so na spontanem referendumu temu uprli, ker so se bali, da bodo neoboroženi na milost in nemilost prepuščeni Nemcem. Nemci so na Kefalonijo poslali okrepitve. Njihovemu izkrcanju v luki Argostoli se je uprla italijanska 33. pehotna divizija Acqui. 
Nemci so kljub temu zasedli otok in od 9.000 preživelih pobili 5.000 vojakov. Poboj je bil prikazan v ameriškem filmu Mandolina kapitana Morellija, posnetem po istoimenskem romanu Louisa de Bernièresa iz 1994. 
Velik del vojakov italijanske divizije Acqui je bil s Primorske in Istre.  
Po vojni na Kefaloniji ni bilo miru ker je bila močno oporišče ELASa. Državljanska vojna se je nadaljevala do leta 1949, ko je ELAS kapituliral.  

## Geografija
Kefalonija ima površino 781 km² in je največji otok arhipelaga Jonski otoki. Od bližnje Itake na vzhodu  jo ločuje kanal, dolg 8,5 km in širok 2 do 4,8 km. 
Obala je zelo razčlenjena, zlasti na zahodu, kjer je najgloblji otoški zaliv Argostoli, dolg 12 km, ki deli otok na večji vzhodni in manjši zahodni del – polotok Paliki. V zalivu sta dve največji naselji na otoku. Na vzhodni obali je Argostoli z 9.800 prebivalci, administrativno središče otoka in sedež Prefekture Kefalonija, Itaka in Liksuri. V obeh naseljih živita dve tretjini vseh otočanov. 
Druga večja naselja na otoku so Sami na vzhodu (2.895 prebivalcev), Erisos (1.963 prebivalcev), Valsamata (942 prebivalcev) v kotlini Omala in Makriotika (516 prebivalcev) na vzhodnih pobočjih gore Agia Dinati. 
Kefalonija je zelo gorata. Čez cel otok se od severa proti jugu razteza gorovje v najvišjim vrhom Enos (Mavrovouno), visokim 1.628 m. Zgornji deli Enosa so poraščeni s kefalonsko jelko (Abies cephalonica) in spadajo v Narodni park Enos. Druga najvišja gora je Agia Dinati (1.131 m). Na otoku je nekaj rodovitnih dolin: Livatos na zahodu, Omala v sredini in Sami na vzhodu. 
Otok leži na potresno zelo aktivnem območju. Zadnji velik potres je leta 1953 povzročil katastrofalna rušenja v vseh otoških naseljih, razen v Fiscardu na skrajnem severu otoka. 
Otok ima podobno geološko sestavo kot jadranski otoki. Posebno znani sta jami Melisani, ki je podobna Modri jami na Biševu, in Drogarati s staktiti in stalagmiti, ki je podobna Postojnski jami. 

## Gospodarstvo
Glavna veja otoškega gospodarska je turizem. Pomembno je tudi oljkarstvo. Z oljkami je zasajenega kar 55% otoka, kar pomeni več kot milijon dreves. Prve oljke so bile sistematično zasajene v beneškem obdobju v 18. stoletju, ko do Benečani izgubili Kreto in Peloponez. Druge pomembne veje so vinogradništvo, sadjarstvo in povrtninarstvo. 